# Cheiroartropatia cukrzycowa
Cheiroartropatia cukrzycowa (ang. diabetic cheiroartropathy) – choroba o nieznanej patogenezie, występująca u 20–60% osób chorych na cukrzycę (według innych autorów 8–50%), polegająca na występowaniu zgrubienia i stwardnienia skóry ręki i bezbólowym ograniczeniu jej ruchomości. Najczęściej zajęta jest grzbietowa część rąk, ale zmiany skórne można zaobserwować również na innych częściach ciała.

## Patogeneza
Patogeneza choroby jest nieznana, uważa się, że u podstaw jej rozwoju leżą zaburzenia krążenia w obrębie naczyń skóry i wytworzenie w ich obrębie przetok tętniczo-żylnych.

## Etiologia
Choroba występuje u osób chorych na cukrzycę typu 1. jak i cukrzycę typu 2. i w tej grupie chorych jest częstsza. Jej wystąpienie jest zależne od długości trwania cukrzycy i jej wystąpienie wiąże się z obecnością takich powikłań cukrzycowych jak retinopatia czy cukrzycowa choroba nerek.

## Objawy
Cheiroartropatia cukrzycowa objawia się ograniczeniem sprawności rąk, zależnym zwykle od sztywności palców, co często utrudnia prowadzenie samodzielnej insulinoterapii. Rozpoznanie choroby jest dość proste, gdyż występują w niej dwa proste objawy: objaw rąk złożonych do modlitwy i objaw ułożenia dłoni na płaskiej powierzchni. Z badań obrazowych do diagnostyki cheiroartopatii cukrzycowej doskonale nadaje się ultrasonografia.

## Diagnostyka różnicowa
Choroba powinna być różnicowana ze sklerodermią, w przebiegu której dodatkowo stwierdza się zmiany kapilaroskopowe oraz obecność przeciwciała Scl-70. U osób młodych powinno być także różnicowane z młodzieńczym idiopatycznym zapaleniem stawów. W tym wypadku konieczny może okazać się jądrowy rezonans magnetyczny.

## Leczenie
Leczenie choroby nie jest znane. W celu opóźnienia jej postępu ważne jest zapewnienie prawidłowej glikemii, zaprzestanie palenia tytoniu oraz rehabilitacja.

## Historia
Choroba została opisana w 1957 jako zespół sztywnych rąk (ang. stiff-hand syndrome).